# Девау
Девау (на немски: Devau) е старото летище на Кьонигсберг. То е главното летище на Източна Прусия, първото в Германия и сред първите граждански летища в света.

## История
Открито е през 1919 г., непосредствено след края на Първата световна война, с името Кьонигсберг-Девау (Königsberg-Devau).
През 1921 г. в Девау е открита първата в света стационарна авиационна метеорологична станция.
На Девау през 1922 г. кацат първите самолети по първата международна съветска авиолиния Москва - Рига – Кьонигсберг.
След Втората световна война Девау губи значението си и е изместен от новото калининградско летище Храброво край едноименното селище Храброво. От 1950-те години Девау е база на местния аероклуб на съветската Доброволна организация за съдействие на армията, авиацията и флота (ДОСААФ).

През юни 2004 г. Градският съвет взема решение старото градско летище на Калининград да се преустрои в музей на авиацията.